# Charles Robert Cockerell
Charles Robert Cockerell (London, 28. travnja 1788. – London, 17. rujna 1863.), engleski arhitekt i arheolog
Kao pomoćnik R. Smirkea 1809. zaposlen je pri pregrađivanju londonskog kazališta Covent arden. Od 1810. do 1816. proučavao je klasičnu arhitekturu u Carigradu, Grčkoj, Maloj Aziji i Italiji sudjelujući pri iskapanju glasovitih antiknih hramova. Kao arhitekt gradio je u klasično-helenističkom stilu, a među njima Bank of England i sveučilišnu knjižnicu u Cambridgeu. 